# 金管楽器の一覧
金管楽器の一覧（きんかんがっきのいちらん）では、金管楽器を列記する。

## 一覧

### 現代金管楽器
- トランペット
  - ピッコロトランペット
  - バストランペット
  - ファンファーレトランペット
    - アイーダ・トランペット

歌劇『アイーダ』で使われる、ファンファーレ・トランペットの一種。楽譜上は「エジプトの角笛」で書いてあった。
  - ロータリートランペット
  - ナチュラルトランペット

- ポストホルン
  - コルネット
    - ソプラノコルネット
    - Bb コルネット
    - アルトコルネット
    - ユーロピアンコルネット
    - アメリカンコルネット
    - ロシアンコルネット

- ホルン
  - フレンチホルン
  - メロフォン
  - ソプラノホルン
  - ウィンナホルン
  - ワグナーチューバ
  - コントラバスホルン
  - アルプホルン（アルペンホルン）
  - コルノ・ダ・カッチャ
  - ナチュラルホルン
  - ダブルアルプホルン

- トロンボーン
  - スライドトランペット
  - アルトトロンボーン
  - テナートロンボーン
  - バストロンボーン
  - コントラバストロンボーン
  - サックバット
  - バルブトロンボーン
  - チンバッソ

- サクソルン
  - ホルン族
    - フリューゲルホルン
    - アルトホルン（テナーホルン）
    - バリトンホルン（ユーフォニアム#ユーフォニアムと音域が近い楽器）

  - チューバ族
    - ユーフォニアム
    - チューバ
      - バス・チューバ
      - コントラ・チューバ
      - スーザフォン

### マーチング金管楽器
- ビューグル
- メロフォン
- スーザフォン

### 元祖・古典金管楽器
- 法螺 （ほら、ほら貝）
- ディジュリドゥ
- ブブゼラ
- ツィンク
- セルパン
  - バス・ホルン
  - ロシアン・バスーン
- ナチュラルトランペット
  - トランペット
- サックバット
  - トロンボーン
- コルノ・ダ・カッチャ
  - フレンチホルン
  - ナチュラルホルン
    - ポストホルン
    - ビューグル
      - フリューゲルホルン
      - オフィクレイド